# 自由リー環
数学において，与えられた体 K 上の自由リー環（英: free Lie algebra）は，集合 X によって何の関係も課されることなく生成されるリー環である．

## 定義

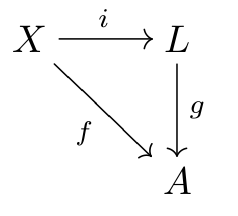

X を集合とし，i: X → L を X からリー環 L への写像とする．リー環 L が X 上自由であるとは，任意のリー環 A と写像 f: X → A に対して，f = g ∘ i なるリー環の準同型 g: L → A が一意的に存在することをいう．
集合 X が与えられたとき，X によって生成される自由リー環 L(X) が一意的に存在することを示すことができる．
圏論のことばでは，集合 X を X で生成された自由リー環に送る関手は集合の圏からリー環の圏への自由関手である．つまり，忘却関手の左随伴である．
集合 X 上の自由リー環は自然に次数付けられる．自由リー環の 0 次成分は単にその集合上の自由ベクトル空間である．
ベクトル空間 V 上の自由リー環を，体 K 上のリー環の圏から体 K 上のベクトル空間の圏への忘却関手，リー環の構造を忘れるがベクトル空間の構造は覚えておく関手の左随伴としても定義できる．

## 普遍包絡環
集合 X 上の自由リー環の普遍包絡環は X で生成された自由結合代数である．ポワンカレ・バーコフ・ヴィットの定理により，それは自由リー環の対称代数と「同じ大きさ」である（つまり，両者を X の元に次数 1 を与えて次数付けると，それらは次数付きベクトル空間として同型である）．このことは自由リー環の任意の与えられた次数のピースの次元を記述するのに使うことができる．
ヴィットは m 元集合上の自由リー環における次数 k の基本交換子の個数がネックレス多項式
{\displaystyle N_{k}={\frac {1}{k}}\sum _{d|k}\mu (d)\cdot m^{k/d}}
で与えられることを示した．ここで μ はメビウス関数である．
有限集合上の自由リー環の普遍包絡環の次数付き双対は shuffle algebra である．

## ホール集合
自由リー環の明示的な基底は ホール集合 (Hall set) を用いて与えることができる．これは X 上の自由マグマのある種の部分集合である．自由マグマの元は葉が X の元でラベル付けられる二分木である．ホール集合は群に関する Philip Hall の研究に基づいて Marshall Hall (1950) によって導入された．続いて Wilhelm Magnus は，それらが，降中心列によって与えられる自由群上のフィルトレーションに付随する次数付きリー環として生じることを示した．この対応は Philip Hall と Ernst Witt による群論における交換子の恒等式に動機づけられた．

## リンドン基底
特に，Lyndon word に対応する自由リー環の基底が存在し，Lyndon basis と呼ばれる．（これは Chen–Fox–Lyndon basis あるいは Lyndon–Shirshov basis とも呼ばれ，本質的には Shirshov basis と同じである．）ある順序付けられた alphabet の Lyndon words からこの alphabet 上の自由リー環の基底への次のように定義される全単射 γ が存在する．
- word w の長さが 1 ならば γ(w) = w である（自由リー環の生成元）．
- w の長さが 2 以上ならば，v の長さがなるべく長くなるように Lyndon words u, v をとって w=uv と書く ("standard factorization"[1])．このとき γ(w) = [γ(u), γ(v)] である．

## シルショフ・ヴィットの定理
Širšov (1953) と Witt (1956) は自由リー環の任意の部分リー環はそれ自身自由リー環であることを示した．

## 応用
絡み目群の Milnor 不変量は，その記事で議論されているように，自由リー環と関係する．